# هيلين ماري مايو
هيلين ماري مايو (بالإنجليزية: Helen Mayo)‏، حائزة على رتبة الإمبراطورية البريطانية، (1 أكتوبر1878 - 13 نوفمبر 1967) هي طبيبة أسترالية ومعلمة طبية ولدت وترعرعت في أديليد. في عام 1896، التحقت هيلين في جامعة جامعة أديليد، وهناك درست الطب. بعد تخرجها، عملت هيلين لمدة عامين في صحة الأطفال الرضع في إنجلترا، إيرلندا والهند. في عام 1906، عادت إلى أديليد، وبدأت بالعمل الخاص في مستشفى الأطفال بأديليد ومستشفى أديليد. في عام 1909، شاركت هيلين في تأسيس مدرسة الأمهات، والتي مكنت الأمهات من الحصول على نصائح حول العناية بصحة أطفالهم الرضع. هذه المؤسسة والتي أصبحت لاحقاً تسمى بجمعية الأمهات والأطفال في عام 1927، أنشأت عدة فروع لها في جنوب أستراليا وأدرجت ضمن أنشطتها مدرسة لتدريب الأمهات الممرضات. في عام 1914، بعد عدة محاولات وحملات لإقامة مستشفى للأطفال، شاركت هيلين في تأسيس مستشفى ماريبا للأطفال.
بالإضافة لإنجازاتها في المجال الطبي، شاركت هيلين في عدد من المنظمات. كانت منضمة بشكل كبير في جامعة أديليد، حيث خدمت في المجلس الاستشاري للجامعة من عام 1914 إلى 1960 (كانت أول امرأة في أستراليا يتم اختيارها في هذا المنصب)، كما أسست نادي النساء وكلية الصعود. كما كانت هي المؤسس لنادي أديليد للحفلات، وهي منظمة خاصة بالنساء المهنيات. توفيت هيلين في 13 نوفمبر من العام 1967، نعتها المجلة الطبية الأسترالية وأعزت النجاح الكبير في رفاهية الأطفال في جنوب أستراليا لأعمالها الكثيرة.

## حياتها المبكرة وتعليمها

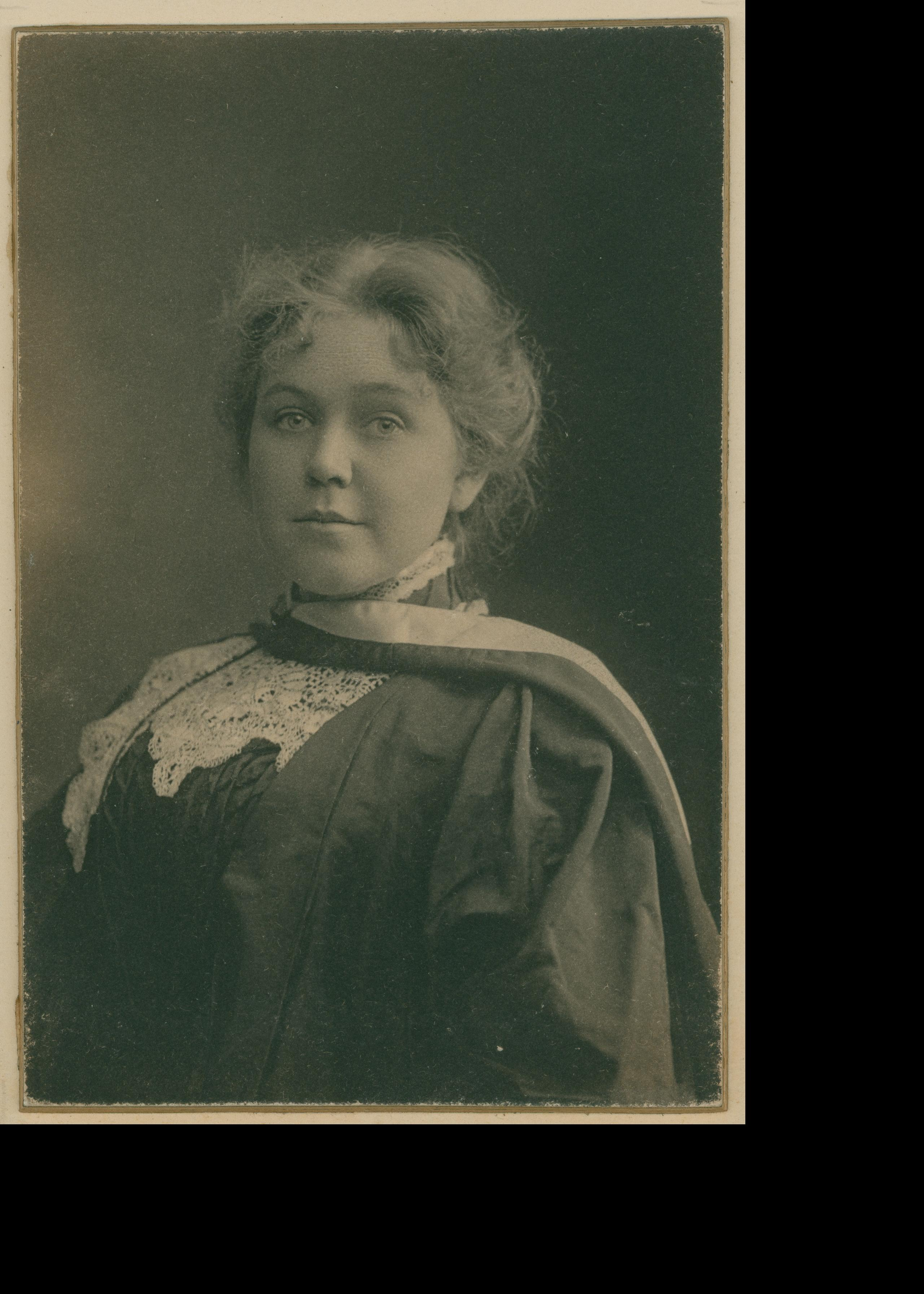
هيلين مايو 1902

ولدت هيلين ماري مايو في أديليد، أستراليا في الأول من شهر أكتوبر من العام 1878. كانت الابنة الكبرى من سبعة أطفال لجيبس مايو، وهو مهندس مدني، وهينرييتا ماري مايو. بدأت تعليمها الرسمي في العاشرة من عمرها، عندما بدأت بحضور دروس خاصة مع أحد المدرسين. في السادسة عشر من عمرها، انضمت هيلين إلى مدرسة متقدمة للبنات، والتي أكملت فيها عاماً كاملاً لتصبح مؤهلة لدخول الجامعة في عام 1895.
مع أنها لم تسمع بوجود طبيبة، كانت هيلين منذ صغرها تطمح أن تعمل في المجال الطبي. نصح إدوارد رينيي، وقد كان أستاذاً في جامعة أديليد، والد هيلين بأن لا تتعجل في دخول الطب لكونها صغيرة في ذلك الوقت. لهذا السبب، انضمت هيلين في عام 1896 إلى كلية الفنون في نفس الجامعة. في نهاية عامها الأول في الجامعة، لم تستطع هيلين دخول الاختبارات حيث توفيت أختها الصغرى أوليفا. عندما اضطرت هيلين إلى إعادة دراسة العام الأول رسبت في مادتين من موادها الخمس (اللاتينية والإغريقية). بعد موافقة والدها، سجلت هيلين في كلية الطب عام 1898. كانت هيلين من أميز طلاب الطب حيث كانت دوماً الأولى مما أهلها للفوز بمنحة ديفيس توماس في السنة الرابعة ومنحة إيفيرارد في السنة الخامسة.

## العمل في المجال الطبي
بعد تخرجها من كلية الطب في عام 1902، شغلت هيلين منصب طبيب مقيم في مستشفى أديليد. في فبراير من عام 1904، غادرت هيلين إلى إنجلترا لتحصل على الخبرة العملية. هناك، عملت هيلين كممارسة اكلينيكية في مستشفى أمراض الأطفال في شارع جريت أورموند، لندن. لتحصل على المهارات اللازمة للتوليد، انضمت لمستشفى كومب للنساء والأطفال الجامعي في دبلن،  وحين عودتها إلى لندن لإكمال برنامج في الطب الاستوائي، سافرت هيلين إلى الهند للعمل كقابلة في مستشفى كامبريدج ميشن للنساء والأطفال. في عام 1906، عادت هيلين إلى أديليد حيث بدأت بالممارسة في القطاع الخاص في أحد المباني التي يمتلكها والدها، وكان المبنى قريباً من البيت. حين امتلكت بعض أوقات الفراغ، بدأت هيلين بالعمل في المختبر التابع لمستشفى أديليد كطبيبة تخدير شرفية.

### جمعية الأمهات والأطفال الصحية الخيرية
في شهر مايو من عام 1909، قدمت هيلين ورقة بحثية في مؤتمر كبير حول وفيات المواليد. أشارت هيلين في ورقتها إلى النسبة العالية في وفيات الأطفال جنوب أستراليا،  كما ادعت أنه بذل المزيد من الجهود لتعليم النساء كيفية الاهتمام بأطفالهم المواليد. لاحقاً من نفس العام، وبعد سماعها لخبر نجاح مدرسة لتعليم الأمهات في لندن، قامت هي وهاريت سترلينغ (ابنة إدوارد سترلينغ) بإنشاء وتأسيس مدرسة لتعليم الأمهات في أديليد. قام اتحاد حضانة الأطفال بالسماح لهيلين وهاريت بتعليم الأمهات في أحد مكاتب الحضانة ولمدة يوم واحد في الأسبوع. في اللقاء السنوي الأول للمدرسة، انتقد طبيب بارز المنظمة لكونها تظن أن بإمكان عانسات أن يقمن بتعليم الأمهات واللاتي يمتلكن الهبة الطبيعية للأم كيفية الاهتمام بأبنائهم (حيث كانت كلا من هيلين وهاريت بدون أطفال). بالرغم من ذلك، حققت المنظمة ازدهاراً واضحاً، وفي عام 1911 تم شراء كوخ صغير في طريق رايت وأصبح المقر الرئيسي للمنظمة. في عام 1927، أصبحت المنظمة تسمى بجمعية الأمهات والأطفال،  وفي عام 1932، أصبح لديها فروع في جميع جنوب أستراليا. خدمت هيلين كمسؤول طبي فخري للجمعية حتى وفاتها في عام 1967،  في ذلك الوقت، كانت الجمعية قد امتلكت مدرسة لتعليم ممرضات النساء والولادة بالإضافة إلى مستشفى. على شرفها، افتتحت الجمعية محاضرة هيلن مايو السنوية. لاحقاُ وفي عام 1981، أصبحت المنظمة تحت نطاق منظمة الصحة في حكومة جنوب أستراليا.
بعد زيارتها مالبورن لتتعلم كيفية تحضير اللقاح،  في عام 1911 تم تعيين مايو كأخصائية علم البكتيريا الاكلينيكية في مستشفى أديليد، وهو المنصب الذي شغلته لمدة 22 عاماً.

### مستشفى ماريبا

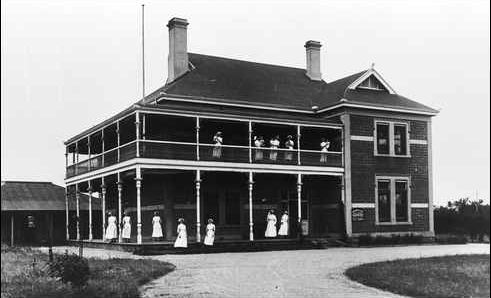
The Mareeba مستشفى ماريبا 1917

في الفترات الأولى من العقد الثاني من القرن العشرين، كانت يوجد حاجة عاجلة إلى مرافق صحية لمعالجة المواليد في جنوب أستراليا وذلك لكون مستشفى أديليد لا يعالج الأطفال تحت عمر السنتين لخوفه من العدوى. في عام 1913، قامت مايو وهاريت بدعوة الأطباء للنقاش حول إمكانية إيجاد مراكز طبية للأطفال. بعد هذا الاجتماع، تم جمع الأموال اللازمة لإنشاء مرفق تابع للمستشفى في الطابق السفلي وتم إعطاؤها لإدارة المستشفى. رفضت إدارة المستشفى هذا الاقتراح، ولذلك قامت هيلين وهاريت باستئجار مبنى من طابقين وإنشاء مستشفى للأطفال في عام 1914. كانت الصعوبات المالية دائمة موجودة ولكنها زادت إلى حد جعل استمرار المستشفى غير ممكن مما أدى إلى إنهاء المشروع وانتقاله إلى وودفيل وتغيير اسمه إلى مستشفى ماريبا.
لعبت مايو دوراً رئيسياً في إنشاء مستشفى ماريبا ووضع أنظمته الأساسية، حيث خدمت كطبيبة شرفية في المستشفى من عام 1921 إلى 1946. للحد من مخاطر العدوى، وضعت هيلين قانون رئيسي لعزل المرضى من الأطفال عن البالغين. كان لكل طفل خزانة خاصة، حيث يوجد بها حوائجهم الخاصة، كما أن لباس الممرضات الخاص يستخدم لكل طفل بشكل خاص، وجميع الموجودات بالغرف كانت معقمة بشكل كامل. أصبح مستشفى ماريبا في ما بعد مستشفى بسعة 70 سريراً، بالإضافة لوجود قسم جراحة وقسم آخر للأطفال الخدج.

### العمل الطبي لاحقاً
في عام 1919، قام مستشفى أديليد للأطفال بإعلان احتياجه لمنصب أطباء فخريين. في بداية الأمر، ظنت هيلين كونها أنثى قد يمنعها من الحصول على هذا المنصب ولذلك رفضت التقديم على هذا المنصب. إلا أنه بعد نصيحة أحد الجراحين في المستشفى وهو هينري نيولاند، قدمت هيلين للمنصب، في ونفس السنة تم تعيينها في نفس المستشفى في العيادات الخارجية. مع تعدد مناصبها في مستشفى أديليد الملكي، مستشفى الأطفال في أديليد، مستشفى ى ماريبا والتزامها في القطاع الخاص، بدأت هيلين دراستها للحصول على درجة الدكتوراة في الطب في عام 1925. استخدمت هيلين خبرتها كأخصائية اكلينيكية في علم البكتيريا كأساس لأطروحتها، والتي كانت مجبرة على العمل عليها أثناء إجازة نهاية الأسبوع لكونها تعاني من عبء العمل. في العام اللاحق، أصبحت هيلين المرأة الوحيدة التي حصلت على درجة الدكتوراة في الطب من جامعة أديليد. تم تعيينها لاحقاً كطبيبة شرفية في قسم التنويم في مستشفى الأطفال،  كما عملت كمحاضرة اكلينيكية في جامعة أديليد. في عام 1935، تم منح هيلين رتبة من الامبراطورية البريطانية لعملها المتعلق بصحة الامهات والأطفال في جنوب أستراليا.
تقاعدت هيلين من العمل في عام 1938 وأصبحت استشارية شرفية في مستشفى الأطفال، ولكن مع بدء الحرب العالمية الثانية، عادت هيلين للعمل في المستشفى كطبيبة أساسية في قسم الأطفال، وفي نفس الوقت كانت المسؤولة عن نقل الدم في الصليب الأحمر.

## أنشطة أخرى

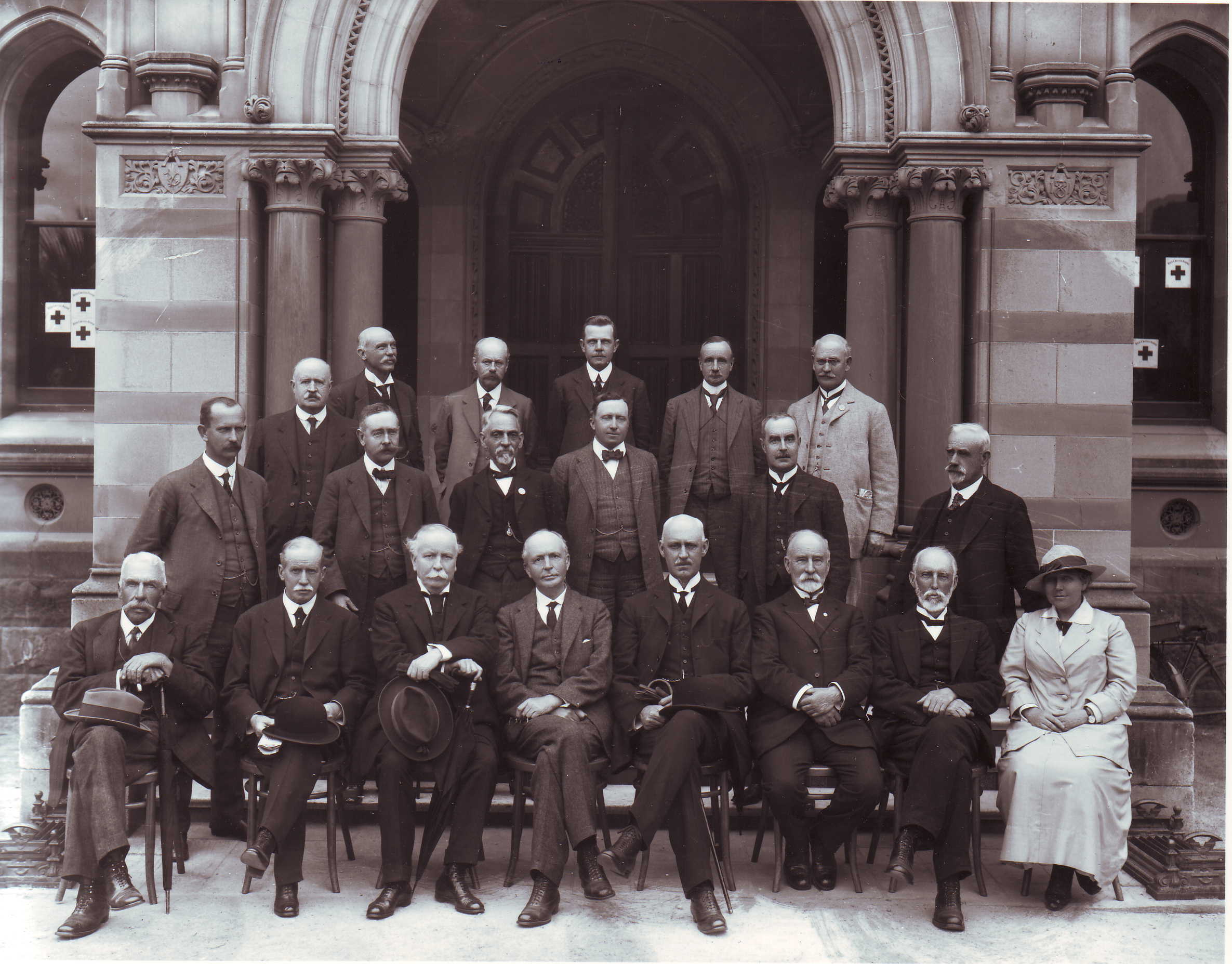

في عام 1914، أصبحت هيلين أول امرأة في أستراليا يتم اختيارها في مجلس استشاري لجامعة، حيث أصبحت عضوة المجلس الاستشاري لجامعة أديليد، وهو منصب استمرت فيه 46 عاماً. في عام 1922، أنشأت هيلين نادي الحفلات في أديليد، وكانت الرئيسية الأولى لهذا النادي. قدم النادي فرصة ومكان للقياديات النساء للالتقاء، كما كان من أهداف النادي زيادة قدرة النساء في الفنون والأدب.
كانت هيلين شديدة الاندماج في حياة الطالبات الجامعيات وخريجات جامعة أديليد. قادت هيلين تأسيس نادي الطالبات في عام 1909، والذي أصبح لاحقاً اتحاد النساء. في عام 1921، بادرت هيلين بمحاولة توحيد مختلف الأندية الطلابية لتصبح تحت اسم اتحاد أديليد. كان إنشاء مبنى ليدي سايمون لاتحاد النساء عائد بشكل كبير إلى جهودها. كما كان إنشاء كلية سانت آنز، والتي خدمت فيها كرئيسة من عام 1939 إلى 1959.
توفيت هيلين في 13 نوفمبر من عام 1967، حيث كان عمرها 89. في سجل الوفيات، وصفت المجلة الطبية الأسترالية هيلين كعميدة للطبيبات في جنوب أستراليا، كما قدرت لها جهودها في رعاية المواليد وتحسين الخدمات المقدمة لهم. كما سمي تقسيم مايو الفيدرالي باسمها.